# Johan Jacobsen (regista)
Johan Herman Jacobsen (Aarhus, 14 marzo 1912 – Copenaghen, 7 luglio 1972) è stato un regista, sceneggiatore e produttore cinematografico danese, considerato una delle figure più importanti del cinema danese degli anni quaranta e cinquanta.

## Biografia
Nato ad Aarhus nel 1912 da Jacob Jørgen Jacobsen, attore e direttore artistico teatrale, e dall'attrice Christel Holck, Johan mostrò da subito di voler seguire la stessa carriera dei genitori. Dopo essere stato rifiutato dal Kongelige Teater di Copenaghen, nel 1929 fu assunto dalla società di distribuzione First National e due anni dopo passò alla compagnia di produzione Palladium, dove divenne assistente dei registi A. W. Sandberg e Lau Lauritzen Sr..
Nel 1934 si trasferì a Londra dove lavorò per due anni come montatore presso la GPO Film Unit, sezione del General Post Office diretta dal produttore John Grierson che si occupava della realizzazioni di documentari. Dopo un breve soggiorno a Parigi, nel 1936 Jacobsen fece ritorno in Danimarca dove riprese a lavorare come assistente regista alla Palladium. L'occasione per il debutto si presentò due anni dopo, quando a causa dell'improvvisa malattia di A.W. Sandberg venne scelto come sostituto per dirigere la commedia Under byens tage. Il film uscì nelle sale il 18 aprile 1938, tre settimane dopo la morte di Sandberg, e mise in risalto il talento di Jacobsen che divenne in breve tempo il regista principale degli studios.
Il 14 marzo 1939 sposò Anne-Lise Tørsleff, figlia del pittore August Tørsleff, e negli anni successivi diresse film di genere apprezzati da pubblico e critica, come il ciclo di commedie poliziesche con la coppia di avvocati Erik e Else Jessen, interpretati da Gunnar Lauring e Beatrice Bonnesen (Tag det som en mand del 1941, Ballade i Nyhavn e Baby på eventyr del 1942), la screwball comedy Mine kære koner (1943) e il film a episodi Otte akkorder (1944). Durante la lavorazione di quest'ultimo conobbe la giornalista e futura regista Annelise Hovmand, con la quale qualche anno dopo iniziò un lungo sodalizio artistico. Un'altra commedia, Brevet fra afdøde, fu presentata in concorso al Festival di Cannes nel 1946, ma la seconda guerra mondiale e l'occupazione della Danimarca divennero inevitabilmente temi ricorrenti in alcuni film girati in questo periodo tra cui Den usynlige hær (1945), uno dei primi film sulla resistenza danese, il documentario Da freden kom til Danmark (1945) e Tre år efter (1948).
Nel 1947 acquistò un piccolo studio cinematografico a Nærum, nella periferia di Copenaghen, e lo stesso anno diresse il dramma sentimentale Soldaten og Jenny, considerato il suo capolavoro e inserito tra i dieci film nel Kulturkanon dal Ministero della cultura danese. Il film si aggiudicò il Premio Bodil, così come i due protagonisti, Poul Reichhardt e Bodil Kjer. Negli studi di Nærum, Jacobsen fondò nel 1950 la compagnia di produzione Flamingo con la quale realizzò una quindicina di film, molti dei quali in collaborazione con Annelise Hovmand, tra cui la commedia Som sendt fra himlen (1951), Blændværk (1955), uno dei pochi film danesi che affrontava il tema della guerra fredda, e En fremmed banker på (1959), inizialmente bandito dalla censura a causa di una scena erotica tra Birgitte Federspiel e Preben Lerdorff Rye e in seguito distribuito senza la sequenza incriminata. Con questo film Jacobsen si aggiudicò il suo secondo Premio Bodil.
Nel 1959 fu chiamato a far parte della giuria internazionale alla 9ª edizione del Festival di Berlino e pochi anni dopo acquisì i diritti di La mia Africa di Karen Blixen per realizzare una grande produzione internazionale (per il ruolo principale si pensò a diverse attrici tra cui Vanessa Redgrave). Il regista trascorse un mese di ricerche in Kenya ma il progetto si rivelò troppo audace per una piccola compagnia cinematografica che cominciava a versare in difficoltà. Nel giro di pochi anni i debiti accumulati, dovuti ai risultati deludenti di film come Frihedens pris (1960) e Søskende (1966), lo costrinsero a vendere la Flamingo e a terminare la carriera cinematografica.
Negli ultimi anni della sua vita Jacobsen scrisse brevi racconti per riviste settimanali e fu direttore del cinema Mercur Teatret di Copenaghen, di proprietà del magnate del turismo Simon Spies.

## Filmografia

### Regista
- Under byens tage (1938)
- En lille tilfældighed (1939)
- I de gode, gamle dage (1940)
- Tag det som en mand (1941)
- Tobiasnætter (1941)
- Ballade i Nyhavn (1942)
- Baby på eventyr (1942)
- Mine kære koner (1943)
- Som du vil ha' mig (1943)
- De tre skolekammerater (1944) - Co-regia con Arne Weel
- Otte akkorder (1944)
- Mens sagføreren sover (1945)
- Da freden kom til Danmark (1945) - Documentario, co-regia con Poul Bang
- Den usynlige hær (1945)
- Far betaler (1946)
- Brevet fra afdøde (1946)
- Soldaten og Jenny (1947)
- Tre år efter (1948)
- Næste gang er det dig (1948) - Cortometraggio

- Kongefilmen Frederik IX (1949) - Documentario
- Min kone er uskyldig (1950)
- En dag i radioen (1950) - Documentario
- Nålen (1951)
- Alt dette og Island med (1951)
- Som sendt fra himlen (1951)
- Skatteøens hemmelighed (1953) - Cortometraggio
- Den lille pige med svovlstikkerne (1953)
- Blændværk (1955)
- Den store gavtyv (1956)
- Splintret emaille (1956) - Cortometraggio
- Vi som går stjernevejen (1956)
- En fremmed banker på (1959)
- Dronningens vagtmester (1963)
- Fremrykket møde (1964) - Cortometraggio
- Norden i flammer (1965) - Documentario, co-regia con Finn Henriksen, Annelise Hovmand, Nicolai Lichtenberg, Carl Rald e Kasper Schyberg
- Søskende (1966)

### Produttore
- Næste gang er det dig (1948)
- En dag i radioen (1950)
- Nålen (1951)
- Som sendt fra himlen (1951)
- Den lille pige med svovlstikkerne (1953)
- Blændværk (1955)
- Hvorfor stjæler barnet?, regia di Annelise Hovmand (1955)
- Ingen tid til kærtegn, regia di Annelise Hovmand (1957)

- Krudt og klunker, regia di Annelise Hovmand (1958)
- En fremmed banker på (1959)
- Frihedens pris, regia di Annelise Hovmand (1960)
- Gøngehøvdingen, regia di Annelise Hovmand (1961)
- Dronningens vagtmester (1963)
- Sekstet, regia di Annelise Hovmand (1963)
- Søskende (1966)

### Sceneggiatore
- En lille tilfældighed (1939)
- Tag det som en mand (1941)
- Tobiasnætter (1941)
- Soldaten og Jenny (1947)
- Den lille pige med svovlstikkerne (1953)
- Norden i flammer (1965)

## Riconoscimenti
- Festival di Cannes
1946 – Nomination Grand Prix per Brevet fra afdøde
- Premio Bodil
1948 – Premio Bodil al miglior film danese per Soldaten og Jenny
1959 – Premio Bodil al miglior film danese per En fremmed banker på